# Sugar mountain (Neil Young)
Sugar mountain is een lied van Neil Young. Het is een van de eerste nummers van zijn hand en gaat over de adolescentie.

## Inhoud en achtergrond
Young schreef het op 12 november 1964, de dag dat hij 21 jaar oud werd. Het beschrijft een jeugdcafé waar geen toegang is voor jongeren vanaf hun twintigste. Dit was een vreselijke ervaring voor de hoofdpersoon, want zijn vriendinnen en iedereen waar hij altijd mee omging, kwamen daar nog wel steeds.
Hij schreef het in een kamer van het Victoria Hotel in Fort William in Ontario, een plaats die tegenwoordig is opgegaan in Thunder Bay. Hij had de band The Squires net verlaten en om de hoek bevond zich het evenement waar hij voor de eerste keer Stephen Stills zou ontmoeten. In eerste instantie schreef hij 126 coupletten voor het nummer en besloot daar uiteindelijk vier uit te kiezen.

## Opnames
Een van de eerste opnames van het nummer stamt uit 1965. Dit is een versie op een muziekcassette die hij gebruikte om auditie te doen bij Elektra Records. In 1968 bracht hij het voor het eerst uit op de B-kant van de single The loner. Het betrof toen een live-versie die hij had opgenomen in het Canterbury House, een café in Ann Arbor bij Detroit. Ook stond hij op de B-kant van onder meer Cinnamon girl (1970), Heart of gold (1971) en Lookin' for a love (1975).
Het duurde nog jaren voordat hij het op een verzamelalbum uitbracht, namelijk Decade in 1977. In 2007 bracht hij een promotiesingle uit met de titel Sugar mountain (Live at the riverboat) en een jaar later was het de titelsong van het livealbum Sugar mountain - Live at Canterbury House 1968. Ondertussen was het nummer al op allerlei niet-geautoriseerde albums, ook wel bootlegs uitgebracht.

## Inspiratie en covers
Joni Mitchell schreef er een antwoordlied op met de titel The circle game. De Belgische schrijver Jean-Marie Berckmans vernoemde zijn boek Je kunt geen twintig zijn op suikerheuvel (2006) naar het lied van Neil Young.
Van het nummer verschenen verschillende covers op muziekalbums en ep's. Voorbeelden hiervan zijn van Micky Dolenz (Micky Dolenz puts you to sleep, 1991), Pat Robitaille & Harpoondodger (Borrowed tunes II - A tribute to Neil Young, 2007), Louise Post (Cinnamon girl, 2008), David Munyon (Big Shoes, 2009) en Metric (Fantasies, 2009)